# Rezolucja Rady Bezpieczeństwa ONZ nr 1682
Rezolucja Rady Bezpieczeństwa ONZ nr 1682 została uchwalona 2 czerwca 2006 podczas 5451. posiedzenia Rady.
W rezolucji Rada wyraża zgodę na wzrost liczebności sił Misji ONZ na Wybrzeżu Kości Słoniowej (UNOCI) do 1500 osób, w tym 1025 żołnierzy i 475 policjantów. Decyzja ta ma być ważna do 15 grudnia 2006. 